# Spermophaga haematina
Spermophaga haematina là một loài chim trong họ Estrildidae.